# Pseudoacanthocephalus
Pseudoacanthocephalus är ett släkte av hakmaskar. Pseudoacanthocephalus ingår i familjen Echinorhynchidae.
Kladogram enligt Catalogue of Life:
| Pseudoacanthocephalus | \| \| Pseudoacanthocephalus betsileo \| \| \| \| \| \| Pseudoacanthocephalus bigueti \| \| \| \| \| \| Pseudoacanthocephalus bufonicola \| \| \| \| \| \| Pseudoacanthocephalus bufonis \| \| \| \| \| \| Pseudoacanthocephalus caucasicus \| \| \| \| \| \| Pseudoacanthocephalus perthensis \| \| \| \| \| \| Pseudoacanthocephalus xenopeltidis \| \| \| \| |
|                       | \| \| Pseudoacanthocephalus betsileo \| \| \| \| \| \| Pseudoacanthocephalus bigueti \| \| \| \| \| \| Pseudoacanthocephalus bufonicola \| \| \| \| \| \| Pseudoacanthocephalus bufonis \| \| \| \| \| \| Pseudoacanthocephalus caucasicus \| \| \| \| \| \| Pseudoacanthocephalus perthensis \| \| \| \| \| \| Pseudoacanthocephalus xenopeltidis \| \| \| \| |
|                       | Acanthocephalus |
|                       | |
|                       | Echinorhynchus |
|                       | |
|                       | Pilum |
|                       | |
|                       | Yamaguitisentis |
|                       | |
|                       | Pseudoacanthocephalus betsileo |
|                       | |
|                       | Pseudoacanthocephalus bigueti |
|                       | |
|                       | Pseudoacanthocephalus bufonicola |
|                       | |
|                       | Pseudoacanthocephalus bufonis |
|                       | |
|                       | Pseudoacanthocephalus caucasicus |
|                       | |
|                       | Pseudoacanthocephalus perthensis |
|                       | |
|                       | Pseudoacanthocephalus xenopeltidis |
|                       | |

|  | Pseudoacanthocephalus betsileo     |
|  |                                    |
|  | Pseudoacanthocephalus bigueti      |
|  |                                    |
|  | Pseudoacanthocephalus bufonicola   |
|  |                                    |
|  | Pseudoacanthocephalus bufonis      |
|  |                                    |
|  | Pseudoacanthocephalus caucasicus   |
|  |                                    |
|  | Pseudoacanthocephalus perthensis   |
|  |                                    |
|  | Pseudoacanthocephalus xenopeltidis |
|  |                                    |